# M*리그 디비전 1
M*리그 디비전 1는 북마리아나 제도의 최상위 축구 리그이다.
틀:M*리그 디비전 1